# Now Shīrvān Kolā
Now Shīrvān Kolā (persiska: نو شيروان كلا, نوشيروان كَلا چاری, نوشيروان كُلا چاری) är en ort i Iran.   Den ligger i provinsen Mazandaran, i den norra delen av landet, 140 km nordost om huvudstaden Teheran. Now Shīrvān Kolā ligger 20 meter över havet och antalet invånare är 632.
Terrängen runt Now Shīrvān Kolā är platt, och sluttar norrut. Runt Now Shīrvān Kolā är det tätbefolkat, med 286 invånare per kvadratkilometer. Närmaste större samhälle är Babol, 11,8 km nordost om Now Shīrvān Kolā. Trakten runt Now Shīrvān Kolā består till största delen av jordbruksmark.